# East Devon
East Devon est un district non-métropolitain situé dans le comté du Devon, en Angleterre. Son chef-lieu est Sidmouth.